# ژاله کاظمی
ژاله کاظمی (۱۳ فروردین ۱۳۲۲ – ۱۲ فروردین ۱۳۸۳) گوینده، مجری تلویزیونی و نقاش ایرانی بود.

## زندگی

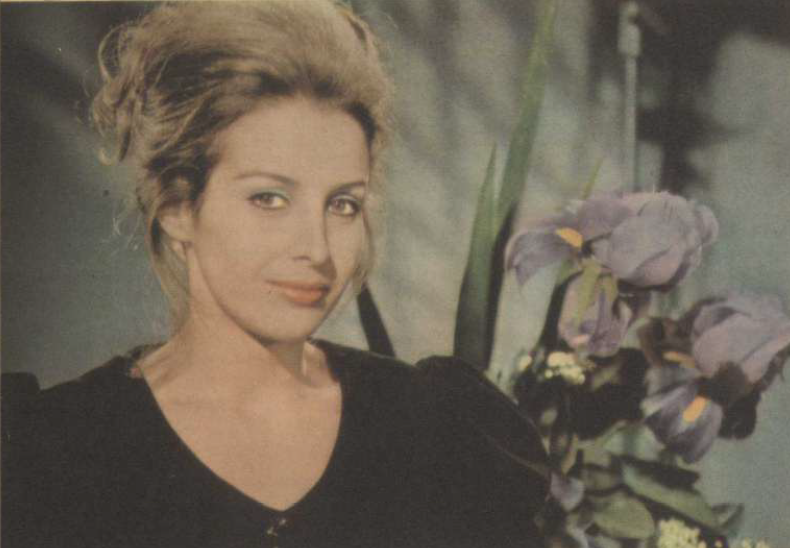
ژاله کاظمی در سال ۱۹۷۱م/۱۳۵۰ش

ژاله کاظمی در دوازدهم فروردین ۱۳۲۲ در تهران با نام اصلی زهرا کاظمی‌آزاد در یک خانواده فرهنگی متولد شد. پدر و مادرش (عباس و نساء) زمانی که ژاله نه ساله بود از هم جدا شدند و ژاله در ده سالگی باید در کنار برادر بزرگش که در آبادان کارمند شرکت نفت بود زندگی می‌کرد. سال‌هایی از کودکی و نوجوانی را در آبادان گذراند. از همان دوران نوجوانی در برنامه‌های تئاتر و شعر و ادب رادیو محلی آبادان شرکت می‌کرد.
او که برادر دیگرش هوشنگ کاظمی به عنوان دوبلور فعال مشغول به کار بود، به فعالیت در عرصهٔ گویندگی گرایش پیدا کرد و گویندگی و دوبلاژ را به شکل حرفه‌ای آغاز کرد. در هجده سالگی سفری به رم کرد، جایی که دوبله فیلم به زبان فارسی توسط عده‌ای از ایرانیان مقیم ایتالیا از اوایل دهه ۱۳۳۰ آغاز شده بود. ژاله کاظمی طی شش ماه اقامت در آنجا، در کنار پیشگامان دوبله مانند منوچهر زمانی، نصرت کریمی و حسین سرشار در زمینهٔ دوبله فعالیت کرد و تجربه اندوخت. در دهه ۱۳۴۰، که دوران طلایی دوبله در ایران خوانده می‌شود، بر قلهٔ این حرفه ایستاد و معتبرترین زن گویندهٔ فیلم و یکی از چند دوبلور درجه‌اول بود که علاوه بر گویندگی، در زمینهٔ مدیریت دوبلاژ هم فعالیت می‌کرد.
ژاله کاظمی به‌جای بسیاری از ستاره‌های سینما صحبت کرده‌است، از جمله ویوین لی در «اتوبوسی به‌نام هوس»، اینگرید برگمن، اوا گاردنر، جنیفر جونز، جوآن وودوارد، لزلی کارون، الیزابت تیلور در «گربه روی شیروانی داغ» و «چه کسی از ویرجینیا وولف می‌ترسد؟»، شرلی مک‌لین، جولی اندروز در «اشک‌ها و لبخندها»، ونسا ردگریو، الی مک‌گراو، جولی کریستی در «دکتر ژیواگو»، فی داناوی، باربارا استرایسند، میا فارو در «گتسبی بزرگ»،  لیزا مینه‌لی و سوفیا لورن در تمام فیلم‌هایش.
ژاله کاظمی همزمان با کار به تحصیل هم ادامه داد. از دانشگاه ملی در رشته علوم سیاسی لیسانس گرفت، و از دانشگاه کالیفرنیای جنوبی (با بورس تلویزیون) فوق لیسانس تعلیم و تربیت گرفت. او همچنین در کنار دکلاماسیون اشعار، گویندگی و خواندن نریشن و دوبلاژ، کار اجرای تلویزیونی را نیز تجربه کرد. معروف‌ترین برنامهٔ تلویزیونی وی «شما و تلویزیون» نام داشت که در سال‌های بعد از انقلاب با نام «شما و سیما» ادامه یافت. ژاله کاظمی بعدها در برنامه‌های ادبیات امروز و ادبیات جهان و ادبیات کلاسیک و مجله‌های تصویر زمان و مجله هنر این کار را دنبال کرد. در سال‌های آخر فعالیت خود در تلویزیون، تهیه‌کننده و مدیر اجرایی چندین برنامه تلویزیونی بود.

## فعالیت‌های پس از انقلاب
ژاله کاظمی به عنوان یکی از چهره‌های شاخص و محبوب تلویزیون پیش از انقلاب، در سیمای جمهوری اسلامی ایران جایی نداشت. بعدها با عوض شدن فضا در دوره‌هایی، جسته و گریخته در خارج از تلویزیون به گویندگی پرداخت. برخی از این آثار برای پخش در تلویزیون بود. گفتار متن برخی از برنامه‌ها دربارهٔ سینما را می‌خواند، گوینده چند فیلم مستند بود، و در چند فیلم به‌جای بازیگران ایرانی حرف زد و در دوبله چند فیلم و سریال خارجی هم شرکت کرد. در پی موفقیت نمایش نسخه زیرنویس‌دار فیلم «دیگران» (آلخاندرو آمنابار) در سینماهای تهران، در دوبله فارسی این فیلم به‌جای نیکول کیدمن حرف زد. آخرین بار با صدای آرامبخش خود در فیلم «ساعت‌ها» به جای نیکول کیدمن صحبت کرد.

## نقاشی
ژاله کاظمی در سال‌های پس از انقلاب، بار دیگر نقاشی را از سر گرفت. او که در آن سال‌ها بیشتر در آمریکا ساکن بود، در سال ۱۳۶۲ نخستین نمایشگاه آثارش را برگزار کرد و از آن پس آثارش در چندین نمایشگاه گروهی و انفرادی در ایران و آمریکا به نمایش درآمد. اولین نمایشگاه نقاشی او در واشینگتن با استقبال منتقدان و بازدیدکنندگان روبرو شد و روزنامه واشینگتن پست در مقاله‌ای با عنوان «تعویض اسب‌ها» (Changing Horses) نوشت: آدمی که گوینده فیلم و مجری تلویزیون بوده حالا رنگ و بو و عطر صدایش را به بوم نقاشی منتقل کرده‌است.»

## درگذشت
ژاله کاظمی هنرمند برجسته و صاحب نام دوبلاژ در ۱۲ فروردین ۱۳۸۳، یک روز مانده به تولد ۶۲ سالگی به علت بیماری سرطان در ۶۱ سالگی در واشینگتن دی. سی درگذشت.

## فعالیت‌ها
تعدادی از فیلم‌هایی که در آنها صحبت کرده‌است:
| ردیف        | نام بازیگر                          | نام فیلم |
| ----------- | ----------------------------------- | --- |
|             |                                     | دوبله‌های قبل از انقلاب: |
| ۱           | سوفیا لورن                          | دختر رودخانه (۱۹۵۴)، نان، عشق و … (۱۹۵۵، دوبلهٔ دوم)، آسیابان عشوه‌گر (۱۹۵۵، دوبلهٔ دوم)، پسری سوار بر دلفین (۱۹۵۷)، دو زن (۱۹۶۰)، ال سید (۱۹۶۱، دوبلهٔ اول)، مادام (۱۹۶۱)، بوکاچو ۷۰ (۱۹۶۲)، گوشه‌گیران آلتونا (۱۹۶۲)، دیروز، امروز، فردا (۱۹۶۳)، عملیات کراسبو (۱۹۶۵)، لیدی ال (۱۹۶۵)، جودیت (۱۹۶۶)، عربسک (۱۹۶۶)، بالاتر از معجزه (در ایران: یکی بود یکی نبود، ۱۹۶۷)، گل آفتابگردان (۱۹۷۰)، همسر کشیش (۱۹۷۱)، مورتادلا (۱۹۷۱)، راهبهٔ سفیدپوش (۱۹۷۲)، برخورد کوتاه (۱۹۷۴)، سفر (۱۹۷۴)، حکم (در ایران: رأی نهایی یا آخرین محاکمه، ۱۹۷۴)، معشوقهٔ گانگستر (۱۹۷۵)، گذرگاه کاساندرا (۱۹۷۶، دوبلهٔ اول) |
| ۲           | الیزابت تیلور                       | پدر عروس (۱۹۵۰، دوبلهٔ تلویزیونی)، آیوانهو (۱۹۵۲، دوبلهٔ دوم)، دختری که همه‌چیز داشته‌است (در ایران: دختران چه می‌خواهند، ۱۹۵۳)، گربه روی شیروانی داغ (۱۹۵۸، دوبلهٔ دوم و سوم)، باترفیلد ۸ (در ایران: گناهکار نیویورک، ۱۹۶۰، دوبلهٔ دوم)، کلئوپاترا (۱۹۶۳، دوبلهٔ دوم)، محل اشخاص سرشناس (در ایران: هتل بین‌المللی، ۱۹۶۳)، چه کسی از ویرجینیا وولف می‌ترسد؟ (۱۹۶۶)، انعکاس در چشمان طلایی (۱۹۶۷)، تشریفات پنهانی (۱۹۶۸)، بوم! (در ایران: خلوتگاه تابستانی، ۱۹۶۸)، تنها بازی در شهر (۱۹۷۰)، همرسمیت بیرون است (۱۹۷۲)، زی و شرکا (در ایران: زی، ۱۹۷۲)، طلاق مرد، طلاق زن (در ایران: طلاق او، ۱۹۷۳)، نگهبان شب (در ایران: راز شب، ۱۹۷۳)، چهارشنبهٔ خاکستر (در ایران: خاکسترهای چهارشنبه، ۱۹۷۳)، صندلی راننده (در ایران: وسوسهٔ عشق، ۱۹۷۴)، پرندهٔ آبی (۱۹۷۶) |
| ۳           | باربارا استرایسند                   | دختر مسخره (۱۹۶۸)، سلام، دالی! (۱۹۶۹)، جغد و گربهٔ ملوس (۱۹۷۰)، در یک روز آفتابی همه‌جا را می‌توانی ببینی (در ایران: در یک روز آفتابی، ۱۹۷۰)، تازه چه خبر دکتر جون؟ (۱۹۷۲)، آنطور که بودیم (در ایران: روزهای خوش زندگی، ۱۹۷۳)، محض خاطر پیت (در ایران: خیلی خاطرتو میخوام، ۱۹۷۴)، بانوی مسخره (۱۹۷۵)، ستاره‌ای متولد شده‌است (در ایران: طلوع یک ستاره، ۱۹۷۶) |
| ۴           | جوآن وودوارد                        | بیعانه‌ای در کار نیست (۱۹۵۷)، تابستان گرم و طولانی (۱۹۵۸، دوبلهٔ اول)، خشم و هیاهو (۱۹۵۹)، نگاهی از تراس (۱۹۶۰)، رقاصهٔ استریپ‌تیز (۱۹۶۳، دوبلهٔ اول)، راشل، راشل (۱۹۶۸)، سی‌بل (۱۹۷۶) |
| ۵           | جولی کریستی                         | دارلینگ (۱۹۶۵)، دکتر ژیواگو (۱۹۶۵)، دور از اجتماع خشمگین (۱۹۶۷، دوبلهٔ اول)، پتولیا (۱۹۶۸)، واسطه (۱۹۷۱)، مک‌کیب و خانم میلر (در ایران: آقای کاب و خانم میلر، ۱۹۷۱)، حالا نگاه نکن (در ایران: طلسم، ۱۹۷۳، دوبلهٔ اول) |
| ۶           | جینا لولوبریجیدا                    | گوژپشت نتردام (۱۹۵۶، دوبلهٔ اول)، بندباز (۱۹۵۶، دوبلهٔ دوم)، سلیمان و ملکهٔ سبا (۱۹۵۹، دوبلهٔ دوم)، زن پوشالی (۱۹۶۴، دوبلهٔ اول)، هتل پارادیزو (در ایران: هتل بهشتی، ۱۹۶۶)، مردان بد رودخانه (۱۹۷۱) |
| ۷           | اینگرید برگمن                       | زنگ‌ها برای که به صدا در می‌آیند (۱۹۴۳، دوبلهٔ دوم)، ژاندارک (۱۹۴۸، دوبلهٔ اول)، استرومبولی (۱۹۵۰)، آناستازیا (۱۹۵۶)، ملاقات (۱۹۶۴، دوبلهٔ دوم) |
| ۸           | راکوئل ولش                          | قدیمی‌ترین حرفهٔ دنیا (۱۹۶۷)، هانی کالدر (در ایران: پاداش تجاوز، ۱۹۷۱، دوبلهٔ اول)، بمبی از کانزاس سیتی (۱۹۷۲)، شاهزاده و گدا (۱۹۷۷)، حیوان (۱۹۷۷) |
| ۹           | فِی داناوِی                           | بزرگ‌مرد کوچک (۱۹۷۰)، تلهٔ مرگبار (در ایران: خانهٔ زیر درختان، ۱۹۷۱)، خشن‌های اوکلاهما (در ایران: جویندگان طلای سیاه، ۱۹۷۳)، محلهٔ چینی‌ها (۱۹۷۴)، شبکه (۱۹۷۶، دوبلهٔ اول) |
| ۱۰          | کاترین دِنُو                          | احمق‌های ماه آوریل (در ایران: گول‌خوردگان، ۱۹۶۹)، تهاجم (۱۹۷۵)، کلک (۱۹۷۵)، یک پلیس (در ایران: دایرهٔ مرگ، ۱۹۷۲، دوبلهٔ اول)، روح گمشده (در ایران: دیوانه‌ها آزادند، ۱۹۷۷) |
| ۱۱          | مونیکا ویتی                         | شب (۱۹۶۱)، کسوف (۱۹۶۲)، قصری در سوئد (۱۹۶۳)، مودستی بلز (۱۹۶۶)، دختری با تپانچه (۱۹۶۸) |
| ۱۲          | آنجی دیکینسون                       | ۱۱ یار اوشن (در ایران: ۱۱ سارق در لاس‌وگاس، ۱۹۶۰)، هنر عشق (۱۹۶۶)، درست به هدف (۱۹۶۷، دوبلهٔ اول)، سام ویسکی (۱۹۶۹)، صف دختران زیبا (در ایران: صف خوشگلا، ۱۹۷۱) |
| ۱۳          | جولی اندروز                         | اشکها و لبخندها (عنوان اصلی: آوای موسیقی، ۱۹۶۵)، میلی کاملاً مدرن (در ایران: دختر خیلی خیلی متجدد، ۱۹۶۷)، ستاره! (۱۹۶۸)، بذر تمر هندی (در ایران: دانه‌های وحشی، ۱۹۷۴) |
| ۱۴          | کندیس برگن                          | برای زندگی، زندگی کن (۱۹۶۷)، درک روشن (در ایران: سال‌های بی‌قراری، ۱۹۷۰)، سرباز آبی (در ایران: سرباز آبی‌پوش، ۱۹۷۰)، ماجراجویان (۱۹۷۰)، جشن شکار (در ایران: شکارچیان انسان، ۱۹۷۱)، قرار ملاقات با یک دختر تنها (۱۹۷۱)، شیر و باد (۱۹۷۵)، اصول دومینو (در ایران: بازی بزرگان، ۱۹۷۷، دوبلهٔ اول)، داستان اُلیور (۱۹۷۸) |
| ۱۵          | ریتا هیورث                          | گیلدا (۱۹۴۶)، بانویی از شانگهای (۱۹۴۷)، عشق‌های کارمن (۱۹۴۸) |
| ۱۶          | لزلی کارون                          | فانی (۱۹۶۱)، یک خواهش خصوصی (۱۹۶۵)، وعده‌های شیرین (۱۹۶۵) |
| ۱۷          | کارول بیکر                          | معجزه (۱۹۵۹)، چگونه غرب تسخیر شد (۱۹۶۳)، بوسهٔ تلخ (۱۹۶۹) |
| ۱۸          | شرلی مک‌لین                          | ایرما خوشگله (۱۹۶۳، دوبلهٔ دوم)، دگرگونی جوئل دلانی (در ایران: روح تسخیرشده، ۱۹۷۲)، نقطه عطف (۱۹۷۷) |
| ۱۹          | اَلی مک‌گراو                          | خداحافظ کلومبوس (۱۹۶۹)، داستان عشق (۱۹۷۰)، گریز (در ایران: این فرار مرگبار، ۱۹۷۲) |
| ۲۰          | میشل مرسیه                          | آنژلیک: جاده‌ای به‌سوی ورسای (در ایران: آنژلیک در راه انتقام، ۱۹۶۵)، آنژلیک و پادشاه (در ایران: آنژلیک و سلطان، ۱۹۶۶)، آنژلیک رام‌نشدنی (۱۹۶۷)، آنژلیک و سلطان (در ایران: سرانجام آنژلیک، ۱۹۶۸) |
| ۲۱          | گلدی هاون                           | گل کاکتوس (۱۹۶۹)، پروانه‌ها آزادند (۱۹۷۲)، شوگرلند اکسپرس (در ایران: تعقیب در شاهراه، ۱۹۷۴) |
| ۲۲          | جنیفر جونز                          | عشق چیز باشکوهی است (در ایران: تپّهٔ وداع، ۱۹۵۵)، وداع با اسلحه (۱۹۵۷، دوبلهٔ دوم) |
| ۲۳          | دبورا کار                           | جولیوس سزار (۱۹۵۳)، تیغهٔ برهنه (۱۹۶۱، دوبلهٔ اول) |
| ۲۴          | دوروتی مالون                        | بر باد نوشته (در ایران: نوشته بر باد، ۱۹۵۶)، آخرین غروب (۱۹۶۱) |
| ۲۵          | ماریا شل                            | شب‌های سفید (۱۹۵۷)، برادران کارامازوف (۱۹۵۸) |
| ۲۶          | جولی آدامز                          | خم رودخانه (۱۹۵۲، دوبلهٔ اول)، نسل بی‌قانون (۱۹۵۳) |
| ۲۷          | جون تیلور                           | وحشی (۱۹۵۲)، جنگجویان قلعهٔ یوما (۱۹۵۵) |
| ۲۸          | کیم نُواک                            | پیک‌نیک (۱۹۵۵)، وقت ملاقات بیگانه‌ایم (۱۹۶۰) |
| ۲۹          | جوآن کالینز                         | تیر اخطار (۱۹۶۷)، تولد تلخ (همچنین شناخته‌شده با نام‌های من نمی‌خواهم متولد شوم، شیطان درون او، هیولا و بچهٔ شارون نیز شناخته می‌شود، در ایران: اسیر جن، ۱۹۷۵) |
| ۳۰          | جووانا رالی                         | فساد به سبک ایتالیایی (۱۹۷۰)، سکس با لبخند (در ایران: تا داغه بچسب، ۱۹۷۶) |
| ۳۱          | لیزا گاستونی                        | اغوا (در ایران: مثلث عشق، ۱۹۷۳)، رسوایی (۱۹۷۶) |
| ۳۲          | اُرسولا اَندرِس                        | دردسرهای یک چینی در چین (در ایران: ملاقات در چین، ۱۹۶۵)، کوه خدای آدم‌خوار (در ایران: فرار از جزیرهٔ آدم‌خواران، ۱۹۷۸) |
| ۳۳          | ویجینتی‌مالا                         | سنگام (۱۹۶۴)، مالای سرگردان (۱۹۶۴)، سوراج (۱۹۶۶) |
| ۳۴          | ونسا ردگریو                         | ایزادورا (۱۹۶۸)، جولیا (۱۹۷۷) |
| ۳۵          | سوزان پله‌شت                         | خشم برای زندگی (در ایران: طغیان شهوت، ۱۹۶۵)، نوادا اسمیت (۱۹۶۶) |
| ۳۶          | استلا استیونس                       | خشم (۱۹۶۶)، حماسهٔ کیبل هوگ (در ایران: افسانهٔ کیبل هاک، ۱۹۷۰) |
|             | میرِی دارک                           | جف (۱۹۶۹)، جوانان جسور با ماشین‌های قراضه (۱۹۶۹) |
| ۳۷          | سوزانا یورک                         | شن‌های کالاهاری (۱۹۶۵)، طلا (در ایران: قدرت طلا، ۱۹۷۴) |
| ۳۸          | آن مارگرت                           | فریب (۱۹۶۹)، سارقین قطار (در ایران: دزد و دزد خوشگله، ۱۹۷۳) |
| ۳۹          | سادهانا شیوداسانی                   | وقت (۱۹۶۵)، سایهٔ من (۱۹۶۶) |
| ۴۰          | لیزا مینه‌لی                         | کاباره (۱۹۷۲)، نیویورک، نیویورک (۱۹۷۷) |
| ۴۱          | کلودت کولبرت                        | کلئوپاترا (۱۹۳۴) |
| ۴۲          | جوآن درو                            | دختری با روبان زرد (۱۹۴۹) |
| ۴۳          | جون فونتین                          | ماجرای سپتامبر (۱۹۵۰) |
| ۴۴          | ویوین لی                            | اتوبوسی به نام هوس (۱۹۵۱) |
| ۴۵          | نرگس                                | آواره (۱۹۵۱) |
| ۴۶          | اوا گاردنر                          | برف‌های کلیمانجارو (۱۹۵۲) |
| ۴۷          | جین پیترز                           | زنده‌باد زاپاتا! (۱۹۵۲، دوبلهٔ دوم) |
| ۴۸          | مرلین مونرو                         | نیاگارا (۱۹۵۳) |
| ۴۹          | گریس کلی                            | ام را به نشانه مرگ بگیر (در ایران: پلهٔ پنجم، ۱۹۵۴) |
|             | جولی هریس                           | شرق بهشت (۱۹۵۵، دوبلهٔ اول) |
| ۵۰          | دیانا لین                           | هرگز زیاد جوان نیستید (در ایران: شاگرد سلمونی، ۱۹۵۵) |
| ۵۱          | ایرینا اسکوبتسوا                    | اُتِلو (۱۹۵۵، دوبلهٔ دوم) |
| ۵۲          | آن بکستر                            | ده فرمان (۱۹۵۶، دوبلهٔ دوم) |
|             | روسانا پودستا                       | هلن قهرمان تروآ (۱۹۵۶، دوبلهٔ اول) |
| ۵۳          | جنت لی                              | وایکینگ‌ها (۱۹۵۸، دوبلهٔ دوم) |
| ۵۴          | باربارا راش                         | شیرهای جوان (۱۹۵۸، دوبلهٔ سوم)، فیلادلفیایی‌های جوان (۱۹۵۹) |
| ۵۵          | جون اونس                            | گلولهٔ بی‌نام (۱۹۵۹) |
| ۵۶          | نوتان                               | ساده‌لوح (۱۹۵۹) |
| ۵۷          | جین منسفیلد                         | برای دست زدن خیلی داغ است (در ایران: هرکسی داغشو دوست داره، ۱۹۶۰) |
| ۵۸          | سوزان کوهنر                         | همهٔ آدم‌خواران خوب جوان (در ایران: گرگ‌های جوان، ۱۹۶۰) |
| ۵۹          | سیلوانا منگانو                      | باراباس (۱۹۶۱، دوبلهٔ اول) |
| ۶۰          | کارمن سویلا                         | شاهِ شاهان (در ایران: فروغ بی‌پایان، ۱۹۶۱، دوبلهٔ دوم) |
| ۶۱          | لوانا آندرس                         | سردابه و پاندول (در ایران: پاندول مرگ، ۱۹۶۱، دوبلهٔ اول) |
| ۶۲          | روزانا اسکیافینو                    | معجزهٔ گرگ‌ها (۱۹۶۱) |
| ۶۳          | خوزه گرچی                           | رُمولو و رِمو (در ایران: نبرد غول‌ها، ۱۹۶۱) |
| ۶۴          | شرلی نایت                           | پرندهٔ شیرین جوانی (۱۹۶۲) |
| ۶۵          | لیزلوته پولفر                       | جایی که حقیقت دروغ می‌گوید (۱۹۶۲) |
| ۶۶          | یوریکو هوشی                         | حملهٔ اسکادران‌ها (۱۹۶۳) |
| ۶۷          | جین گریر                            | جایی که عشق نیست (۱۹۶۴) |
| ۶۸          | ژان مورو                            | ماتا هاری: مأمور هـ ـ ۲۱ (۱۹۶۴) |
| ۶۹          | سوزی پارکر                          | پرواز از آشیا (در ایران: پرواز عقاب‌ها، ۱۹۶۴) |
| ۷۰          | شیلا گابل                           | انتقام اسپارتاکوس (۱۹۶۴) |
| ۷۱          | فرانسواز دورلئاک                    | آن مرد از ریو (در ایران: ملاقات در ریو، ۱۹۶۴) |
| ۷۲          | مارتا هایر                          | پسران کتی الدر (۱۹۶۵) |
| ۷۳          | الئونورا روسی دراگو                 | کلبهٔ عمو توم (۱۹۶۵) |
| ۷۴          | کلیر بلوم                           | جاسوسی که از سردسیر آمد (۱۹۶۵) |
| ۷۵          | سوزی اندرسون                        | نجیب‌زادگان (۱۹۶۵) |
| ۷۶          | رزمری فورسایت                       | سردار جنگ (۱۹۶۵) |
| ۷۷          | الگا آندرسن                         | اِستاربلک (در ایران: جانی کلت، ۱۹۶۶) |
| ۷۸          | میشل ژیراردون                       | بدگمان (۱۹۶۶) |
| ۷۹          | الکه زومر                           | اُسکار (۱۹۶۶) |
|             | گراتزیلا گراناتا                    | سوءتفاهم (۱۹۶۶) |
| ۸۰          | یودیت هالاس                         | نجیب‌زادگان (۱۹۶۶) |
| ۸۱          | جنیس رول                            | به عصر سختی‌ها خوش آمدید (در ایران: غریبه‌ای در شهر، ۱۹۶۷) |
| ۸۲          | مگی اسمیت                           | ظرف عسل (۱۹۶۷) |
| ۸۳          | نانسی کووَک                          | الماس ۳۳ (۱۹۶۷) |
|             | پتی دوک                             | درهٔ عروسک‌ها (در ایران: درهٔ گناه، ۱۹۶۷) |
| ۸۴          |                                     | خانوادهٔ فورسایت (مجموعهٔ تلویزیونی، ۱۹۶۷) |
| ۸۵          | لی گرانت                            | شب بخیر خانم کمپبل (۱۹۶۸) |
| ۸۶          | ناتاشا پاری                         | رومئو و ژولیت (۱۹۶۸) |
| ۸۷          | اینگر استیونس                       | پنج ورق سرنوشت (۱۹۶۸)، طناب اعدام (۱۹۶۸، دوبلهٔ اول) |
| ۸۸          | دایان بیکر                          | اسبی با لباس فلانل خاکستری (در ایران: رؤیای یک دختر، ۱۹۶۸) |
| ۸۹          | جین مِرو                             | شیر در زمستان (۱۹۶۸) |
| ۹۰          | کلودین لونژه                        | پارتی (۱۹۶۸) |
| ۹۱          | آنوک اِمِه                            | وعدهٔ ملاقات (۱۹۶۹) |
| ۹۲          | دایانا ریگ                          | در خدمت سرویس مخفی ملکه (در ایران: جیمز باند در مأموریت سری، ۱۹۶۹، دوبلهٔ اول) |
| ۹۳          | لیونِلّا پی‌یری‌یِوا                     | برادران کارامازوف (۱۹۶۹) |
| ۹۴          | کاترین راس                          | بوچ کسیدی و ساندنس کید (در ایران: مردان حادثه‌جو، ۱۹۶۹) |
| ۹۵          | نبیلا ال‌سیدی                        | شجره (۱۹۶۹) |
| ۹۶          | شرلی جونز                           | باشگاه اجتماعی شاین (در ایران: دو کابوی از شاین، ۱۹۷۰) |
|             | ویرنا لیزی                          | جزئیات بازی (در ایران: تماشاگر، ۱۹۷۰) |
|             | جین سیبرگ                           | فرودگاه (۱۹۷۰، دوبلهٔ اول) |
| ۹۷          | ماریا گراتزیا بوچلا                 | باد خشمگین (در ایران: خشم طوفان، ۱۹۷۰) |
| ۹۸          | ژاکلین ژیرو                         | صلیب و چاقوی ضامن‌دار (در ایران: نوجوانان چه می‌جویند؟، ۱۹۷۰) |
| ۹۹          | فرانسواز فابیان                     | عشق سوزان رافائل (۱۹۷۱) |
| ۱۰۰         | رُزآلبا نری                          | بانو فرانکنشتاین (۱۹۷۱) |
| ۱۰۱         | مارلنه ژوبر                         | یک جاسوس به تور زدم (در ایران: جاسوس‌بازی، ۱۹۷۱) |
| ۱۰۲         | کلودین اوژه                         | چند ساعت از نور خورشید (در ایران: آفتاب در آب سرد، ۱۹۷۱) |
|             | جنیفر اونیل                         | تابستان ۴۲ (۱۹۷۱) |
| ۱۰۳         | وحیده رحمان                         | همای سعادت (۱۹۷۲) |
| ۱۰۴         | سارا مایلز                          | لیدی کارولین لمب (۱۹۷۲) |
| ۱۰۵         | باربارا بوشه                        | گناهکاران ویلای سفید (۱۹۷۲) |
| ۱۰۶         | نینا ون پالندت                      | خداحافظی طولانی (۱۹۷۳) |
| ۱۰۷         | آیلین برنان                         | نیش (۱۹۷۳) |
| ۱۰۸         | استفان اودران                       | سپس هیچ‌کدام باقی نماندند (در ایران: ده بومی کوچک، ۱۹۷۴) |
| ۱۰۹         | دایانا مالدور                       | مک‌کیو (۱۹۷۴، دوبلهٔ اول) |
| ۱۱۰         | ولری پرین                           | لِنی (۱۹۷۴) |
| ۱۱۱         | میا فارو                            | گتسبی بزرگ (۱۹۷۴) |
| ۱۱۲         | گی همیلتون                          | بری لیندون (۱۹۷۵) |
| ۱۱۳         | جین برکین                           | به دنبال نخود سیاه (۱۹۷۵) |
| ۱۱۴         | لیو اولمان                          | چهره به چهره (۱۹۷۶) |
| ۱۱۵         | سیبل شفرد                           | راننده تاکسی (۱۹۷۶) |
| ۱۱۶         | گیلا وایتر هاوزن                    | شیر خفته (۱۹۷۶) |
| ۱۱۷         | مری-فرانس پیزیه                     | آن‌سوی نیمه‌شب (۱۹۷۷) |
| ۱۱۸         | میشل فیلیپس                         | والنتینو (۱۹۷۷) |
| ۱۱۹         | امل سایین                           | سرسپرده (۱۹۷۷) |
| ۱۲۰         | ادویژ فنش                           | راننده تاکسی (در ایران: شوفر کمر باریک، ۱۹۷۷) |
| ۱۲۱         | جین سیمور                           | سندباد و چشم ببر (در ایران: سندباد و ببر چشم‌طلایی، ۱۹۷۷، دوبلهٔ آنونس) |
|             |                                     | دوبله‌های بعد از انقلاب: |
| ۱۲۲         | آن شرایدن                           | رودخانهٔ نقره‌ای (۱۹۴۸) |
| ۱۲۳         | کتی جورادو                          | ماجرای نیمروز (۱۹۵۲، دوبلهٔ سوم) |
| ۱۲۴         | مالا پاورز                          | پیگرد (مجموعهٔ تلویزیونی، ۱۹۵۸، دوبلهٔ دوم) |
| ۱۲۵         | جین ویلس                            | پیگرد (مجموعهٔ تلویزیونی، ۱۹۵۹، دوبلهٔ دوم) |
| ۱۲۶ ۱۲۷     | استفانی ترنر کارولین جونز           | سوئینی (مجموعهٔ تلویزیونی، ۱۹۷۵) |
| ۱۲۸         | لورا خمسر                           | دو پلیس زبل (۱۹۷۷، دوبله دوم) |
| *           | کاترین دِنُو                          | شوک (۱۹۸۲) |
| ۱۲۹         | دومیتسیانا جوردانو                  | نوستالژیا (۱۹۸۳) |
| ۱۳۰         | شارمین کینگ                         | آن در گرین گیبلز (در ایران: رؤیای سبز، مجموعهٔ تلویزیونی، ۱۹۸۵) |
| ۱۳۱         | هالی فوت                            | روز ولنتاین (۱۹۸۶) |
|             | اِولین اوپلا                         | دِرِک (مجموعهٔ تلویزیونی) اپیزود «جذابیت باهاماس» (۱۹۸۶) |
| ۱۳۲         | الپیدیا کاریلو                      | غارتگر (۱۹۸۷) |
| ۱۳۳         | فیونا گیلیس                         | شرلوک هلمز (مجموعهٔ تلویزیونی) اپیزود «تازی باسکرویل» (در ایران: شکارچی باسکرویل، ۱۹۸۸) |
| ۱۳۴         | لینزی دانکن                         | ترافیک (در ایران: تجارت مرگ، مجموعهٔ تلویزیونی، ۱۹۸۹) |
| ۱۳۵         | کاترین اله‌گره                       | ناوارو (مجموعهٔ تلویزیونی، ۱۹۸۹) در چند قسمت |
| ۱۳۶         | لوار دوتیل                          | ناوارو (مجموعهٔ تلویزیونی) اپیزود «سهام مرگبار» (۱۹۹۰) |
| ۱۳۷         | کنستانزه انگلبرشت                   | ناوارو (مجموعهٔ تلویزیونی) اپیزود «سامورایی» (۱۹۹۱) |
| ۱۳۸ ۱۳۹ ۱۴۰ | سوزانا هارکر دایان فلچر کیتی آلدریج | خانهٔ پوشالی (مجموعهٔ تلویزیونی، ۱۹۹۰، فصل اول و دوم) |
| ۱۴۱         | کیکا میریلس                         | دهکدهٔ کوچک (مجموعهٔ تلویزیونی، ۱۹۹۳–۱۹۹۲) |
| ۱۴۲         | جوانا مک‌کالوم                       | شرلوک هلمز (مجموعهٔ تلویزیونی) اپیزود «مجرد شایسته» (۱۹۹۳) |
| ۱۴۳         | کتی موریارتی                        | من و پسر (۱۹۹۳) |
| ۱۴۴         | سوزی آمیس                           | حماسهٔ جوی کوچک (۱۹۹۳، دوبلهٔ اول) |
| ۱۴۵         | فرانسیس توملتی                      | ۱–۹۹ (مجموعهٔ تلویزیونی، ۱۹۹۵–۱۹۹۴) |
| ۱۴۶         | پاریس جفرسون                        | پوآرو (مجموعهٔ تلویزیونی) اپیزود «جادهٔ هیکوری» (۱۹۹۵) |
| ۱۴۷         | جیانا عید                           | بازمانده (۱۹۹۵) |
| ۱۴۸         | سونیا اسمیت                         | سوداگران (مجموعهٔ تلویزیونی، ۱۹۹۶) |
| ۱۴۹         | کریستین اسکات توماس                 | بیمار انگلیسی (۱۹۹۶) |
|             | لوئیز گودال                         | نام من جو است (۱۹۹۸) |
| ۱۵۰         | بانی هانت                           | مسیر سبز (۱۹۹۹) |
| ۱۵۱         | آن آرچر                             | هنر جنگ (۲۰۰۰) |
| ۱۵۲         | نیکول کیدمن                         | دیگران (۲۰۰۱)، ساعت‌ها (۲۰۰۲). |
| ۱۵۳         | لزلی کارون                          | کوهستان امید (۱۹۹۰) |
| ۱۵۴         | لوار دوتیل                          | گروه سبز (مجموعهٔ تلویزیونی، ۱۹۹۴) |

و نیز گویندگی به‌جای می وست، باربارا استانویک، جولی هریس، آنیتا اکبرگ، پیر آنجلی، سیلوا کوشینا، دبرا پاجت، بریژیت باردو، السا مارتینلی، مارینا ولادی، سنتا برگر، و…
| ردیف | نام بازیگر                      | نام فیلم |
| ---- | ------------------------------- | --- |
| ۱    | پوری بنایی                      | عروس فرنگی (۱۳۴۳)، دزد شهر (۱۳۴۳)، مردی در قفس (۱۳۴۴)، زبون بسته (۱۳۴۴)، خداحافظ تهران (۱۳۴۵)، یک قدم تا بهشت (۱۳۴۵)، سرنوشت (۱۳۴۶)، مردی از اصفهان (۱۳۴۶)، رودخانهٔ وحشی (۱۳۴۷)، گرداب گناه (۱۳۴۷)، من هم گریه کردم (۱۳۴۷)، دنیای آبی (۱۳۴۸)، قیصر (۱۳۴۸)، دور دنیا با جیب خالی (۱۳۴۹)، رسوایی (۱۳۴۹)، کوچه مردها (۱۳۴۹)، برای که قلب‌ها می‌تپد (۱۳۵۰)، زن یک‌شبه (۱۳۵۰)، زیر بازارچه (۱۳۵۰)، قصاص (۱۳۵۰)، مردان سحر (۱۳۵۰)، ملا ممد جان (۱۳۵۰)، یک خوشگل و هزار مشکل (۱۳۵۰)، پدر که ناخلف افتد (۱۳۵۱)، تنها مرد محله (۱۳۵۱)، جهنم + من (۱۳۵۱)، شیربها (۱۳۵۱)، عاصی (۱۳۵۱)، علی سورچی (۱۳۵۱)، قایقرانان (۱۳۵۱)، نانجیب (۱۳۵۱)، یک جو غیرت (۱۳۵۱)، بیگانه (۱۳۵۲)، عیالوار (۱۳۵۲)، گلنسا در پاریس (۱۳۵۳)، زنبورک (۱۳۵۴)، آتش جنوب (۱۳۵۵)، خانم دلش موتور می‌خواد (۱۳۵۵)، میراث (۱۳۵۵)، تلافی (۱۳۵۶)، سرباز (۱۳۵۶) |
| ۲    | فروزان                          | ساحل انتظار (۱۳۴۲)، انسان‌ها (۱۳۴۳)، عروس دریا (۱۳۴۴)، امشب دختری می‌میرد (۱۳۴۸)، بهشت دور نیست (۱۳۴۸)، تک‌خال (۱۳۴۸)، ستاره فروزان (۱۳۴۸)، شهرآشوب (۱۳۴۸)، عدل الهی (۱۳۴۸)، مالک دوزخ (۱۳۴۸)، معجزه قلب‌ها (۱۳۴۸)، اسیر خشم (۱۳۴۹)، جعفر و گلنار (۱۳۴۹)، رام کردن مرد وحشی (۱۳۴۹)، رقاصه شهر (۱۳۴۹)، سوگلی (۱۳۴۹)، مردی از جنوب شهر (۱۳۴۹)، آتشپاره شهر (۱۳۵۰)، ایوب (۱۳۵۰)، بدنام (۱۳۵۰)، حیدر (۱۳۵۰)، خوشگل محله (۱۳۵۰)، خاطرخواه (۱۳۵۱)، دشنه (۱۳۵۱)، ساحره (۱۳۵۱)، ظفر (۱۳۵۱)، قلندر (۱۳۵۱)، میخک سفید (۱۳۵۱)، پریزاد (۱۳۵۲)، ناخدا (۱۳۵۲)، خداحافظ کوچولو (۱۳۵۴)، قرار بزرگ (۱۳۵۴)، پشت و خنجر (۱۳۵۶)، دایرهٔ مینا (۱۳۵۳ - نمایش در ۱۳۵۷) |
| ۳    | مرجان                           | دنیای پرامید (۱۳۴۸)، سکه شانس (۱۳۴۹)، قلاب (۱۳۵۰)، یک مرد و یک شهر (۱۳۵۰)، ضعیفه (۱۳۵۱)، همیشه قهرمان (۱۳۵۱)، سالومه (۱۳۵۲)، سراب (۱۳۵۲)، سلام بر عشق (۱۳۵۳)، چشم‌انتظار (۱۳۵۴)، زیبای پررو (۱۳۵۴)، همت (۱۳۵۴)، هم‌قسم (۱۳۵۴)، تنها حامی (۱۳۵۵)، مادر جونم عاشق شده (۱۳۵۵) |
| ۴    | جمیله                           | زن وحشی وحشی (۱۳۴۸)، دختر ظالم بلا (۱۳۴۹)، خوشگلترین زن عالم (۱۳۵۰)، بندری (۱۳۵۲)، غول (۱۳۵۲)، مِترِس (۱۳۵۲)، عروس پابرهنه (۱۳۵۳)، رانده‌شده (۱۳۵۴)، شرف (۱۳۵۴)، فراش‌باشی (۱۳۵۴)، جدال (۱۳۵۵) |
| ۵    | شهناز تهرانی                    | آب توبه (۱۳۵۳)، جوجه فُکُلی (۱۳۵۳)، حسین آژدان (۱۳۵۳)، هم‌خون (۱۳۵۴)، غرور و تعصب (۱۳۵۵)، میهمان (۱۳۵۵)، اشک رقاصه (۱۳۵۶)، خدا قوت (۱۳۵۶)، رفاقت (۱۳۵۶)، غربتی‌ها (۱۳۵۶) |
| ۶    | شورانگیز طباطبایی               | اکبر دیلماج (۱۳۵۲)، تعصب (۱۳۵۴)، رقیب (۱۳۵۴)، کلک نزن خوشگله (۱۳۵۵)، دو کله‌شق (۱۳۵۶)، طغیانگر (۱۳۵۶)، به دادم برس رفیق (۱۳۵۷)، خیابانی‌ها (۱۳۵۷)، گدای اشراف‌زاده (۱۳۵۷) |
| ۷    | نیلوفر                          | میوه گناه (۱۳۴۹)، شیرین و فرهاد (۱۳۴۹)، قسمت (۱۳۴۹)، حسن دینامیت (۱۳۵۱)، شهر آفتاب (۱۳۵۱)، مطرب (۱۳۵۱) |
| ۸    | شهرزاد                          | قیصر (۱۳۴۸)، رقاصه شهر (۱۳۴۹)، طوقی (۱۳۴۹)، داش‌آکل (۱۳۵۰)، تختخواب سه‌نفره (۱۳۵۱)، صبح روز چهارم (۱۳۵۱) |
| ۹    | آرام                            | غبارنشین‌ها (۱۳۵۳)، مرگ در باران (۱۳۵۳)، دفاع از ناموس (۱۳۵۴)، هیولا (۱۳۵۵)، حکم تیر (۱۳۵۶)، در شهر خبری نیست (۱۳۵۶) |
| ۱۰   | زری خوشکام                      | کلبه‌ای آن‌سوی رودخانه (۱۳۵۰)، الکلی (۱۳۵۰)، رشید (۱۳۵۰)، توبه (۱۳۵۱)، خواستگار (۱۳۵۱) |
| ۱۱   | فرزانه تأییدی                   | هشتمین روز هفته (۱۳۵۲)، خاک (۱۳۵۲)، واسطه‌ها (۱۳۵۶)، فریاد زیر آب (۱۳۵۶)، سفر سنگ (۱۳۵۶) |
| ۱۲   | ایرن                            | پسر زاینده‌رود (۱۳۴۹)، خداحافظ رفیق (۱۳۵۰)، بلوچ (۱۳۵۱)، موسرخه (۱۳۵۳) |
| ۱۳   | پوران                           | اول هیکل (۱۳۳۹)، ستارگان می‌درخشند (۱۳۳۹)، عمو نوروز (۱۳۴۰)، گرگ‌های گرسنه (۱۳۴۱) |
| ۱۴   | ملوسک                           | نامحرم (۱۳۵۲)، روسیاه (۱۳۵۲)، کنیز (۱۳۵۳)، چلچراغ (۱۳۵۵) |
| ۱۵   | هاله نظری                       | پاپوش (۱۳۵۲)، آقای جاهل (۱۳۵۲)، پاک‌باخته (۱۳۵۵)، خاتون (۱۳۵۶) |
| ۱۶   | تهمینه                          | ور پریده (۱۳۴۱)، داغ ننگ (۱۳۴۴) |
| ۱۷   | شهین                            | چهار خواهر (۱۳۴۶)، قصر زرین (۱۳۴۸) |
| ۱۸   | آذر شیوا                        | ارادتمند شما عزرائیل (۱۳۴۹)، یاقوت سه‌چشم (۱۳۴۹) |
| ۱۹   | ژاله کریمی                      | پسرخوانده (۱۳۵۲)، مشکل آقای اعتماد (۱۳۵۶) |
| ۲۰   | گوگوش                           | جنجال عروسی (۱۳۴۹)، طلوع (۱۳۴۹) |
| ۲۱   | سپیده                           | نقره‌داغ (۱۳۵۰)، نفس‌بریده (۱۳۵۷) |
| ۲۲   | کریستین پاترسون                 | مهدی مشکی و شلوارک داغ (۱۳۵۱)، گدای میلیونر (۱۳۵۲) |
| ۲۳   | فرانک میرقهاری                  | مرد دوچهره (۱۳۴۶) |
| ۲۴   | فریده نصیری                     | آینه تاکسی (۱۳۳۹) |
| ۲۵   | سهیلا                           | آفت زندگی یا مرفین (۱۳۳۹) |
| ۲۶   | ویکتوریا                        | سوداگران مرگ (۱۳۴۱) |
| ۲۷   | مارینا متر                      | بیگانه بیا (۱۳۴۷) |
| ۲۸   | شیده                            | گناه مادر (۱۳۴۸) |
| ۲۹   | شیلا                            | مرید حق (۱۳۴۹) |
| ۳۰   | کتایون                          | بده در راه خدا (۱۳۵۰) |
| ۳۱   | ژاله سام                        | یک میلیونر و دو مفلس (۱۳۵۱) |
| ۳۲   | نوری کسرائی                     | تیغ آفتاب (۱۳۵۲) |
| ۳۳   | افروز                           | در آخرین لحظه (۱۳۵۲) |
| ۳۴   | آیلین ویگن                      | شکست‌ناپذیر (۱۳۵۳) |
| ۳۵   | فریبا خاتمی                     | اخم نکن سرکار (۱۳۵۴) |
| ۳۶   | فرشته جنابی                     | طوطی (۱۳۵۶) |
| ۳۷   | گلی زنگنه                       | بر فراز آسمان‌ها (۱۳۵۷) |
| ۳۸   | پروانه معصومی                   | رگبار (۱۳۵۱)، غریبه و مِه (۱۳۵۳)، کلاغ (۱۳۵۶)؛ ترنج (۱۳۶۵)، تحفه‌ها (۱۳۶۶)، شکوه زندگی (۱۳۶۶)، شناسایی (۱۳۶۶)، سال‌های خاکستر (۱۳۶۷)، طوبی (۱۳۶۷)، سوخته‌دلان (۱۳۷۴، مجموعهٔ تلویزیونی)، امام علی (۱۳۷۵، مجموعهٔ تلویزیونی) |
| ۳۹   | افسانه بایگان                   | بگذار زندگی کنم (۱۳۶۵)، گل مریم (۱۳۶۶)، آخرین مهلت (۱۳۶۸)، فانی (۱۳۶۸)، قُرُق (۱۳۷۰)، آلما (۱۳۷۱)، بدلکاران (۱۳۷۶) |
| ۴۰   | ثریا حکمت                       | بهار در پاییز (۱۳۶۶)، ای ایران (۱۳۶۸)، خواستگاری (۱۳۶۸)، نیش (۱۳۷۳) |
| ۴۱   | کتایون ریاحی                    | آخرین لحظه (۱۳۶۷)، کشتی آنجلیکا (۱۳۶۷)، ماه مهربان (۱۳۷۴)، لاک‌پشت (۱۳۷۵) |
| ۴۲   | هما روستا                       | گزارش یک قتل (۱۳۶۵)، ملک خاتون (۱۳۶۹)، لژیون (۱۳۷۷) |
| ۴۳   | شهلا میربختیار                  | پاییز صحرا (۱۳۶۵، مجموعهٔ تلویزیونی)، سایه‌های غم (۱۳۶۶)، سلام سرزمین من (۱۳۶۷) |
| ۴۴   | سرور نجات‌الهی                   | بوعلی سینا (۱۳۶۴، مجموعهٔ تلویزیونی)، جمیل (۱۳۶۶)، امام علی (۱۳۷۵، مجموعهٔ تلویزیونی) |
| ۴۵   | مهناز اسلامی                    | آخرین خون (۱۳۷۲)، مرضیه (۱۳۷۳)، ویرانگر (۱۳۷۴) |
| ۴۶   | مهتاج نجومی                     | در کمال خونسردی (۱۳۷۳)، این خانه دور است (۱۳۷۴، مجموعهٔ تلویزیونی) |
| ۴۷   | زهره حمیدی                      | گروگان (۱۳۷۴)، کارآگاه (۱۳۷۴–۱۳۷۵، مجموعهٔ تلویزیونی) |
| ۴۸   | اکرم محمدی                      | مادر (۱۳۶۸)، ساحره (۱۳۷۶) |
| ۴۹   | مهشید افشارزاده                 | دخترم سحر (۱۳۶۸)، شریک زندگی (۱۳۷۳) |
| ۵۰   | محبوبه بیات                     | جدال (۱۳۶۴) |
| ۵۱   | فریماه فرجامی                   | تیغ و ابریشم (۱۳۶۴) |
| ۵۲   | بمانی دلدار گلچین (منیژه گلچین) | زنجیرهای ابریشمی (۱۳۶۴) |
| ۵۳   | میترا قمصری                     | میهمانی خصوصی (۱۳۶۵) |
| ۵۴   | مهرانه مهین‌ترابی                | ردپایی بر شن (۱۳۶۶) |
| ۵۵   | فاطمه معتمدآریا                 | ریحانه (۱۳۶۸) |
| ۵۶   | نسرین خدادوست‌مقدم               | شب دهم (۱۳۶۸) |
| ۵۷   | پوراندخت مهیمن                  | گربه آوازخوان (۱۳۶۹) |
| ۵۸   | فاطمه نوری                      | گالان (۱۳۶۹) |
| ۵۹   | آزیتا صالحی                     | سنگ و شیشه (۱۳۷۲، مجموعهٔ تلویزیونی) |
| ۶۰   | فاطمه گودرزی                    | جنگ نفت‌کش‌ها (۱۳۷۲) |
| ۶۱   | پردیس افکاری                    | پنجاه روز التهاب (۱۳۷۲) |
| ۶۲   | شیوا خنیاگر                     | دیوانه‌وار (۱۳۷۳) |
| ۶۳   | سهیلا نجم                       | رؤیای نیمه‌شب تابستان (۱۳۷۳) |
| ۶۴   | منیژه افشار                     | راه افتخار (۱۳۷۳) |
| ۶۵   | فرزانه کابلی                    | طالع سعد (۱۳۷۴) |
| ۶۶   | فریبا متخصص                     | ماه‌پیشونی (۱۳۷۴) |
| ۶۷   | ژانت آوانسیان                   | اعاده امنیت (۱۳۷۴) |
| ۶۸   | رزا آرایش                       | حرفه‌ای (۱۳۷۵) |
| ۶۹   | مینا فرامرزی                    | عقرب (۱۳۷۵) |
| ۷۰   | بهناز توکلی                     | معصومیت ازدست‌رفته (۱۳۸۲، مجموعهٔ تلویزیونی). |

سایر آثار
| ردیف | سمت                                                                  | نام آثار |
| ---- | -------------------------------------------------------------------- | --- |
| ۱    | مجری تلویزیون، تهیه‌کنندهٔ تلویزیونی و مدیر اجرایی برنامه‌های تلویزیونی | برنامه‌های تلویزیونی «شما و تلویزیون»، «روزها و روزنامه‌ها»، «ادبیات امروز»، «شاهکارهای ادبیات جهان»، «ادبیات کلاسیک»، «تازه‌های ادب»، «میعاد ماه»، مجله‌های تصویری «زمان»، «مجلهٔ هنر»، «هفت گنبد» (از ۱۳۴۷ تا ۱۳۵۷ در تلویزیون ملی ایران)              |
| ۲    | بازیگر                                                               | نمایش‌های رادیو ارتش نمایش‌های تروپ خیام فیلم بلند مستند داستانی «الموت» (۱۳۵۵، ساختهٔ داریوش مهرجویی - تاکنون نمایش داده نشده‌است) |
| ۳    | دکلمه و شعرخوانی                                                     | اشعار مولانا در آلبوم «یار بی‌یاران» (اوایل دههٔ هفتاد) اشعار فردوسی در آثار لوریس چکناواریان |
| ۴    | گوینده و نریتور (متن‌خوان)                                            | برنامهٔ رادیویی «چهره‌های موسیقی ایران» با همکاری محمود خوشنام (قبل از انقلاب) مجموعه مستند «بافت قدیم شهرهای ایران» (۷۴–۱۳۷۳، ساختهٔ حمید سهیلی) گفتار متن برنامه‌های تلویزیونی «سینما نود»، «سینما چهار» و «سینمای حرفه‌ای» (دهه‌های ۱۳۷۰ و اوایل ۱۳۸۰) |
| ۵    | گویندهٔ آنونس و تیزر                                                  | آنونس احمق مرا ببوس (۱۹۶۴، بیلی وایلدر) آنونس مجموعهٔ تلویزیونی «هزاردستان» (۱۳۶۶، ساختهٔ علی حاتمی) آنونس فیلم «رخساره» (۱۳۸۰، ساختهٔ امیر قویدل) تیزر معرفی موزهٔ سینمای ایران (۱۳۸۱) تیزر محصولات سونی (۱۳۸۱، ساختهٔ مجید مجیدی)                      |
| ۶    | مدیر دوبلاژ                                                          | فیلم مستند فیلم «ساعت‌ها» (۲۰۰۲، ساختهٔ استیون دالدری) |
| ۷    | نقاش (سبک آبستره)                                                    | شرکت در بیش از ۲۷ نمایشگاه نقاشی فردی و گروهی در ایران و آمریکا |